# Piórniczka rozgałęziona
Piórniczka rozgałęziona (Pterula multifida (Chevall.) Fr.) – gatunek grzybów z rodziny piórniczkowatych (Pterulaceae).

## Systematyka i nazewnictwo
Pozycja w klasyfikacji według Index Fungorum: Pterula, Pterulaceae, Agaricales, Agaricomycetidae, Agaricomycetes, Agaricomycotina, Basidiomycota, Fungi.
Po raz pierwszy takson ten zdiagnozował w 1826 r. François Fulgis Chevallier nadając mu nazwę Penicillaria multifida. Obecną, uznaną przez Index Fungorum nazwę nadał mu w 1830 r. Elias Fries, przenosząc go do rodzaju Pterula. 
Synonimy naukowe:
- Penicillaria multifida Chevall. 1826
- Pterula densissima Berk. & M.A. Curtis 1873
- Pterula multifida var. densissima (Berk. & M.A. Curtis) Pilát 1958
- Pterula multifida (Chevall.) Fr. 1830 var. multifida

Nazwę polską podali Barbara Gumińska i Władysław Wojewoda w 1983 r.

## Morfologia
Owocnik od podstawy wielokrotnie podzielony, bez trzonu, mający postać cienkich, ostrych gałązek; przeważnie wyprostowanych lub nisko pochylonych. Młode są białoszare, później brudnawe, szaroochrowe i tworzą murawki do 20 cm wysokości.

## Występowanie i siedlisko
W Polsce gatunek rzadki. Znajduje się na Czerwonej liście roślin i grzybów Polski. Ma status V – gatunek narażony na wymarcie. Znajduje się na listach gatunków zagrożonych także w Niemczech i Holandii.
Przeważnie tworzy rozległe szczotkowate murawki w lasach iglastych wśród mchów oraz na igliwiu.